# معسكر عمرسكا
معسكر عمرسكا كان معسكر اعتقال تديره قوات صرب البوسنة والهرسك في بلدة عمرسكا المنجمية بالقرب من برييدور في شمال البوسنة والهرسك والتي تم إنشاؤها للرجال والنساء البوشناق والكروات خلال مذبحة برييدور. كان يعمل في الأشهر الأولى من حرب البوسنة والهرسك في عام 1992 وكان واحد من 677 مركز اعتقال ومعسكر مزعوم تم إنشاؤه في جميع أنحاء البوسنة والهرسك خلال الحرب. بينما كان اسميا «مركز تحقيق» أو «نقطة تجمع» لأفراد من السكان البوسنيين والكرواتيين صنفت هيومن رايتس ووتش عمرسكا على أنها معسكر اعتقال.
وجدت المحكمة الجنائية الدولية ليوغوسلافيا السابقة ومقرها لاهاي العديد من الأفراد مذنبين بارتكاب جرائم ضد الإنسانية في عمرسكا. كان القتل والتعذيب والاغتصاب وإساءة معاملة السجناء أمر شائع. احتُجز حوالي 6000 من البوسنيين والكروات معظمهم من الرجال في المعسكر لمدة خمسة أشهر تقريبا في ربيع وصيف عام 1992. توفي المئات بسبب الجوع والعقاب والضرب وسوء المعاملة والإعدام.

## نظرة عامة
عمرسكا قرية يغلب عليها الصرب في شمال غرب البوسنة والهرسك بالقرب من مدينة برييدور. كان المعسكر في القرية موجود في الفترة من 25 مايو إلى حوالي 21 أغسطس 1992 عندما قام الجيش والشرطة الصربية البوسنية بفصل واحتجاز وحبس أكثر من 7000 مسلم وكرواتي بوسني تم أسرهم في برييدور. وصفته سلطات صرب البوسنة والهرسك بأنه «مركز تحقيق» واتهم المعتقلون بأنشطة شبه عسكرية. بحلول نهاية عام 1992 أدت الحرب إلى مقتل أو مغادرة معظم السكان البوسنيين والكروات في بلدية برييدور. فُقد حوالي 7000 شخص من تعداد السكان البالغ 25000 وهناك 145 مقبرة جماعية ومئات المقابر الفردية في المنطقة الممتدة. هناك معلومات متضاربة حول عدد الأشخاص الذين قتلوا في عمرسكا. طبقا للناجين عادة ما كان حوالي 30 وأحيانا ما يصل إلى 150 رجل يتعرضون للاستهداف والقتل في المخيم كل ليلة. تعتقد وزارة الخارجية الأمريكية وحكومات أخرى أن مئات المعتقلين على الأقل وبعضهم مجهول الهوية لم يبقوا على قيد الحياة وقتل كثيرون آخرون أثناء إخلاء المعسكرات في منطقة بريدور.

## مذبحة برييدور
أعد سياسيون من الحزب الديمقراطي الصربي إعلان بشأن استيلاء القوات الصربية على برييدور وتلاه مرارا على راديو برييدور في اليوم التالي للاستيلاء على المدينة. تم تكليف أربعمائة شرطي من صرب البوسنة والهرسك للمشاركة في عملية الاستيلاء والتي كان الهدف منها تولي مهام رئيس البلدية ونائب رئيس البلدية ومدير مكتب البريد وقائد الشرطة...إلخ. في ليلة 29/30 أبريل 1992 تم الاستيلاء على السلطة. تجمع الموظفون الصرب من مركز الأمن العام والشرطة الاحتياطية في سيركين بولي وهي جزء من بلدة برييدور. تم تكليف الناس هناك بمهمة تولي السلطة في البلدية وتم تقسيمهم على نطاق واسع إلى خمس مجموعات. كان لكل مجموعة مكونة من عشرين شخص قائد وأمر كل منها بالسيطرة على بعض المباني. كانت إحدى المجموعات مسؤولة عن مبنى الجمعية وواحدة عن المبنى الرئيسي للشرطة وواحدة للمحاكم وواحدة للبنك والأخيرة عن مكتب البريد. خلصت المحكمة الجنائية الدولية ليوغوسلافيا السابقة إلى أن استيلاء السياسيين الصرب على السلطة كان انقلاب غير قانوني تم التخطيط له وتنسيقه مسبقا بوقت طويل بهدف نهائي هو إنشاء بلدية صربية خالصة. لم يتم إخفاء هذه الخطط قط ونُفذت في عمل منسق من قبل الشرطة الصربية والجيش والسياسيين. كان ميلومير ستاكيتش من الشخصيات البارزة والذي جاء للعب الدور المهيمن في الحياة السياسية للبلدية.

## المعسكر
في مايو 1992 أدى القصف المكثف وهجمات المشاة على مناطق البوسنيين في البلدية إلى فرار الناجين من البوشناق من منازلهم. استسلم معظمهم أو تم القبض عليهم من قبل القوات الصربية. عندما اعتقلت القوات الصربية السكان البوسنيين والكروات أجبرتهم على السير في طوابير متجهة إلى معسكر أو آخر من معسكرات الاعتقال التي أقامتها السلطات الصربية في البلدية. في حوالي 25 مايو 1992 بعد حوالي ثلاثة أسابيع من سيطرة الصرب على الحكومة البلدية وبعد يومين من بدء الهجمات العسكرية واسعة النطاق على التجمعات السكانية البوسنية بدأت القوات الصربية في أخذ السجناء إلى معسكر عمرسكا. خلال الأسابيع العديدة التالية واصل الصرب اعتقال البوشناق والكروات من كوزاراتش بالقرب من برييدور وأماكن أخرى في البلدية وإرسالهم إلى المعسكرات. تم إرسال العديد من المثقفين والسياسيين البوسنيين والكروات إلى عمرسكا. وبينما كان جميع السجناء تقريبا من الذكور كان هناك أيضا 37 امرأة محتجزات في المعسكر وقد قدمن الطعام ونظفن جدران غرف التعذيب وتعرضن للاغتصاب بشكل متكرر في المقصف وقد تم استخراج جثث خمسة منهم.
يقع مجمع مناجم عمرسكا على بعد حوالي 20 كيلومتر (12 ميل) من برييدور. نُقل المعتقلون الأوائل إلى المعسكر في وقت ما بين 26 و30 مايو. كانت مباني المعسكرات ممتلئة بالكامل تقريبا وكان لا بد من احتجاز بعض المعتقلين في المنطقة الواقعة بين المبنيين الرئيسيين. أضاءت تلك المنطقة بأضواء موضعية تم تركيبها خصيصا بعد وصول المحتجزين. تم حجز المعتقلات بشكل منفصل في المبنى الإداري. بحسب وثائق زمن الحرب الصادرة عن السلطات الصربية كان هناك ما مجموعه 3334 شخص محتجزين في المخيم في الفترة من 27 مايو إلى 16 أغسطس 1992 وكان 3197 من البوسنيين و125 من الكروات.
داخل منطقة مجمع عمرسكا المنجمي الذي كان يستخدم للمخيم قامت سلطات المعسكر بشكل عام بحبس السجناء في ثلاثة مبان مختلفة: مبنى الإدارة حيث تم الاستجواب والقتل وبناء حظيرة الطائرات المكتظة و«البيت الأبيض» حيث تم تعذيب النزلاء. في ساحة إسمنتية بين المباني المعروفة باسم «بيستا» شريط أرض خرساني على شكل حرف L بينهما وهو أيضا مشهد للتعذيب والقتل الجماعي. كان هناك مبنى صغير آخر يُعرف باسم «البيت الأحمر» حيث كان يُؤخذ فيه السجناء أحيانا من أجل إعدامهم بإجراءات موجزة. مع وصول المحتجزين الأوائل تم إنشاء نقاط حراسة دائمة وألغام أرضية مضادة للأفراد حول المعسكر. كانت الظروف في المعسكر مروعة. في المبنى المعروف باسم «البيت الأبيض» كانت الغرف مزدحمة بـ 45 شخص في غرفة لا تزيد مساحتها عن 20 متر مربع (220 قدم مربع). وكانت وجوه المعتقلين مشوهة وملطخة بالدماء والجدران ملطخة بالدماء. منذ البداية كان المعتقلون يتعرضون للضرب بالقبضات وأعقاب البنادق والعصي الخشبية والمعدنية. كان الحراس يضربون القلب والكلى في الغالب كلما قرروا ضرب أحدهم حتى الموت. في «المرآب» كان ما بين 150 و 160 شخص «معبأون مثل السردين» وكانت الحرارة لا تطاق. في الأيام القليلة الأولى لم يُسمح للمعتقلين بالخروج ولم يُعطوا سوى جرة ماء وبعض الخبز. كان الرجال يختنقون أثناء الليل وتخرج جثثهم في صباح اليوم التالي. كانت الغرفة خلف المطعم تُعرف باسم «غرفة موجو». كانت أبعاد هذه الغرفة حوالي 12 م × 15 م (39 قدم × 49 قدم) وكان متوسط عدد الأشخاص المحتجزين هناك 500 معظمهم من البوشناق. كانت النساء في المخيم ينمن في غرف الاستجواب والتي كان يتعين عليهن تنظيفها كل يوم حيث كانت الغرف مغطاة بالدماء وقطع الجلد والشعر. في المعسكر كان يمكن للمرء أن يسمع أنين ونحيب الأشخاص الذين يتعرضون للضرب.
كان المحتجزون في عمرسكا يتناولون وجبة واحدة في اليوم. عادة ما كان الطعام فاسد وعادة ما تستغرق عملية الحصول على الطعام وتناول الطعام وإعادته حوالي ثلاث دقائق. غالبا ما كانت الوجبات مصحوبة بالضرب. كانت المراحيض مسدودة وكانت هناك فضلات بشرية في كل مكان. شهد الصحفي البريطاني إد فوليامي أنه عندما زار المعسكر كان المحتجزون في حالة بدنية سيئة للغاية. شاهدهم يأكلون طبق من الحساء وبعض الخبز وقال إنه كان لديه انطباع بأنهم لم يأكلوا منذ فترة طويلة وبدوا مرعوبين. بحسب فوليامي شرب المعتقلون مياه نهر ملوث بالمخلفات الصناعية وعانى الكثير منهم من الإمساك أو الزحار. لم يتم تقديم أي تقرير جنائي على الإطلاق ضد الأشخاص المحتجزين في معسكر عمرسكا ولم يتم إبلاغ المعتقلين بأي تهم محددة موجهة إليهم. على ما يبدو لم يكن هناك سبب مشروع يبرر اعتقال هؤلاء الأشخاص.
كان القتل والتعذيب والاغتصاب وإساءة معاملة السجناء أمر شائع. احتُجز المعتقلون في ظروف غير إنسانية وساد المخيم جو من العنف النفسي والجسدي الشديد. استخدم حراس المعسكر والزوار المتكررون الذين يأتون إلى المعسكرات جميع أنواع الأسلحة والأدوات لضرب المعتقلين وإساءة معاملتهم جسديا. على وجه الخصوص تعرض القادة السياسيون والمدنيون والمفكرون والأثرياء وغيرهم من غير الصرب ممن اعتُبروا «متطرفين» أو قاوموا صرب البوسنة والهرسك للضرب وسوء المعاملة الذي غالبا ما أدى إلى الوفاة.
بالإضافة إلى ذلك عمل معسكرا عمرسكا وكيراتيرم أيضا بطريقة تهدف إلى التمييز وإخضاع غير الصرب من خلال الأعمال اللاإنسانية والمعاملة القاسية. شملت هذه الأفعال الظروف المعيشية الوحشية التي فرضت على الأسرى. كانت هناك سياسة متعمدة للاكتظاظ والافتقار إلى الضروريات الأساسية للحياة بما في ذلك عدم كفاية الغذاء والمياه الملوثة والرعاية الطبية غير الكافية أو منعدمة والظروف غير الصحية والضيقة. عانى السجناء جميعا من تدهور نفسي وجسدي خطير وكانوا في حالة من الخوف الدائم. عادة ما يُقتل النزلاء بالرصاص أو الضرب أو بقطع الحنجرة ومع ذلك في حادثة واحدة تم حرق السجناء في محرقة الإطارات المحترقة. ثم تم نقل الجثث إلى شاحنات بواسطة نزلاء آخرين أو باستخدام الجرافات. كانت هناك حالات تم فيها إحضار السجناء لحفر القبور ولم يعودوا. وجدت المحكمة الابتدائية للمحكمة الجنائية الدولية ليوغوسلافيا السابقة في قضية ستاكيتش على أساس الأدلة المقدمة في المحاكمة أن «أكثر من 100» سجين قُتلوا في المعسكر في أواخر يوليو 1992. تم احتجاز حوالي 200 شخص من هامبارين إلى المعسكر في يوليو 1992 في المبنى المعروف باسم «البيت الأبيض». في الساعات الأولى من يوم 17 يوليو سُمع دوي إطلاق نار واستمر حتى الفجر. شوهدت الجثث أمام «البيت الأبيض» وشوهد حراس المعسكر يطلقون طلقات الذخيرة على الجثث. شهد شاهد عيان أن «الجميع أصيبوا برصاصة إضافية في رؤوسهم». تم تحميل حوالي 180 جثة في شاحنة ونقلوا بعيدا.
أغلق المعسكر فور زيارة صحفيين أجانب في أوائل أغسطس. في 6 أو 7 أغسطس 1992 تم تقسيم المعتقلين في عمرسكا إلى مجموعات ونقلوا في حافلات إلى وجهات مختلفة. تم نقل حوالي 1500 شخص في عشرين حافلة.

### عدد القتلى
كجزء من عمليات التطهير العرقي ساعدت معسكرات عمرسكا وكيراتيرم ومانياتشا وترنوبولي لجنة الأزمات في مقاطعة برييدور الصربية على خفض عدد السكان غير الصرب في برييدور من أكثر من 50000 في عام 1992 إلى ما يزيد قليلا عن 3000 في عام 1995 وحتى أقل لاحقا. من الصعب إجراء حسابات دقيقة حول عدد الذين ماتوا بالفعل في هذه المعسكرات. ادعى مراسل نيوزويك روي غوتمان أن مسؤولي وزارة الخارجية الأمريكية إلى جانب ممثلي الحكومات الغربية الأخرى أخبروه أن 4000-5000 شخص الغالبية العظمى منهم من غير الصرب لقوا حتفهم في عمرسكا. قدر الصحفي بيل بيركلي عدد القتلى بـ 2000 شخص. أدلى عضو في لجنة الخبراء التابعة للأمم المتحدة بشهادته أثناء محاكمة دوشكو تاديتش في المحكمة الجنائية الدولية ليوغوسلافيا السابقة بأن عددهم كان بالآلاف لكنها لم تكن دقيقة على الرغم من حقيقة أن المسؤولين الصرب أكدوا عدم وجود عمليات إطلاق سراح واسعة النطاق. من السجناء المرسلين هناك. صرح عضو لجنة الأزمات سيمو درليا الذي شغل منصب رئيس شرطة برييدور أن هناك 6000 «محادثة إعلامية» (أي استجوابات) في عمرسكا وكيراتيرم وترنوبولي وأنه تم نقل 1503 من غير الصرب نقلوا من هذه المعسكرات الثلاث في مانياتشا تاركين 4497 في عداد المفقودين بحسب هيومن رايتس ووتش. طبقا لجمعية محتجزي معسكر برييدور 1992 فقد مر نحو 6000 سجين عبر عمرسكا بين مايو وأغسطس 1992 قُتل 700 منهم.

## رد فعل دولي
في أوائل أغسطس 1992 تمكن فوليامي مراسل أخبار التليفزيون المستقل بيني مارشال ومراسل القناة 4 الإخبارية إيان ويليامز من الوصول إلى معسكر عمرسكا. كانت تقاريرهم أحد العوامل المحفزة لجهود الأمم المتحدة للتحقيق في جرائم الحرب المرتكبة في النزاع. أغلق المعسكر بعد أقل من شهر من تعرضه لاضطراب دولي.

### جدل 1997-2000
بين عامي 1997 و2000 كان هناك جدل أكاديمي وإعلامي بشأن الأحداث التي وقعت في عمرسكا وترنوبولي في عام 1992 بسبب مزاعم التقارير الكاذبة و«الأكاذيب». هذه الادعاءات التي روجت لها إذاعة وتليفزيون صربيا التي تسيطر عليها الدولة وصحيفة الماركسية الحية البريطانية دفعت شبكة آي تي إن إلى اتهام صحيفة الماركسية الحية بالتشهير وفازت شبكة آي تي إن بالقضية في عام 2000 مما أجبر الصحيفة فعليا على الإغلاق.

## المحاكمات
منذ ذلك الحين وُجهت لائحة اتهام إلى مسؤولي جمهورية صرب البوسنة المسؤولين عن إدارة المعسكر وأدينوا بارتكاب جرائم ضد الإنسانية وجرائم حرب.
- أدين قادة المعسكر ميروسلاف كفوتشكا ودراغوليوب بركيتش وميلوجيكا كوس وملاشو راديتش وسائق سيارة أجرة محلي زوران زيجيتش بارتكاب جرائم ضد الإنسانية. حُكم على كفوتشكا وبركاش وكوس وراديتش بالسجن خمس وستة وسبع و 20 سنة على التوالي زيجيتش أعطي أطول فترة هي 25 سنة.
- أُدين زيليكو مياكيتش بارتكاب جرائم ضد الإنسانية (القتل العمد والسجن والتعذيب والعنف الجنسي والاضطهاد وغيرها من الأعمال اللاإنسانية). كان القائد الفعلي لعمرسكا وارتكب حالة واحدة من سوء المعاملة. تبين أنه جزء من عمل إجرامي مشترك بقصد الترويج لسوء معاملة المعتقلين في المعسكر واضطهادهم. حُكم عليه بالسجن 21 عام.
- أُدين موميلو غروبان بارتكاب جرائم ضد الإنسانية (القتل العمد والسجن والتعذيب والعنف الجنسي والاضطهاد وغيرها من الأعمال اللاإنسانية). كان لديه مسؤولية القيادة عن الجرائم التي ارتكبت في المعسكر وعمل كجزء من عمل إجرامي مشترك. حُكم عليه بالسجن 11 سنة.
- أُدين دوشكو كنيسيفيتش بارتكاب جرائم ضد الإنسانية (القتل العمد والتعذيب والعنف الجنسي والاضطهاد وغيرها من الأعمال اللاإنسانية). تبين أنه متورط بشكل مباشر في الجرائم التي نُفِّذت في معسكري عمرسكا وكيراتيرم. كما وجد أنه مذنب بموجب نظرية العمل الإجرامي المشترك لتدعيمه أنظمة سوء معاملة واضطهاد المعتقلين في معسكرات أومارسكا وكيراتيرم. حُكم عليه بالسجن 31 عام.
- في 26 فبراير 2007 قدمت محكمة العدل الدولية حكمها في قضية الإبادة الجماعية البوسنية حيث نظرت في الفظائع المرتكبة في معسكرات الاعتقال بما في ذلك عمرسكا فيما يتعلق بالمادة الثانية (ب) من اتفاقية الإبادة الجماعية. وذكرت المحكمة في حكمها:

## نبش الجثث

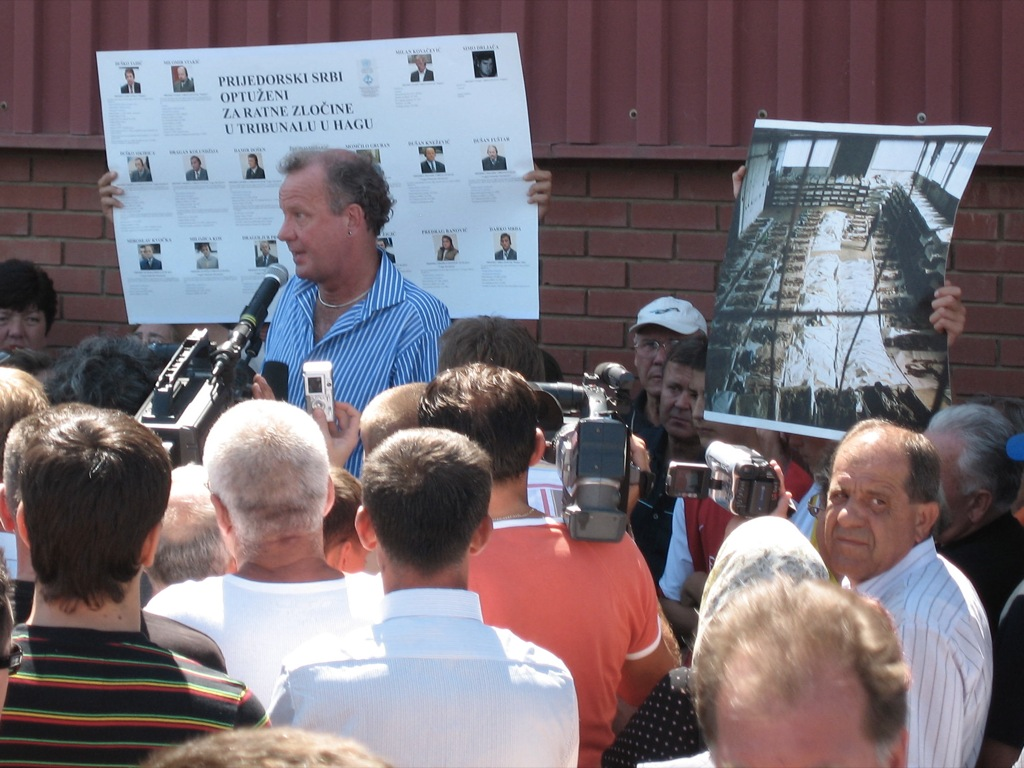
إد فوليامي يتحدث في عام 2006 إحياء ذكرى معسكر عمرسكا.

في عام 2004 تم اكتشاف مقبرة جماعية تقع على بعد بضع مئات من الأمتار من موقع عمرسكا وتحتوي على رفات 456 شخص من المعسكر. قال عمر ماشوفيتش رئيس لجنة الحكومة البوسنية للبحث عن المفقودين: «لا شك على الإطلاق في وجود مئات الجثث التي لم يتم العثور عليها بعد داخل منجم عمرسكا ومحيطه». نشطت اللجنة الدولية لشؤون المفقودين في الدعوة لاستخراج الجثث والتعرف على جثثهم من المقابر الجماعية في جميع أنحاء المنطقة بمساعدتهم تم التعرف على عدد من الضحايا من خلال اختبار الحمض النووي.

## الجدل التذكاري
اشترت شركة ميتال ستيل مجمع عمرسكا للتعدين وخططت لاستئناف استخراج خام الحديد من الموقع. أعلنت شركة ميتال للصلب في بانيا لوكا في 1 ديسمبر 2005 أن الشركة ستقوم ببناء وتمويل نصب تذكاري في «البيت الأبيض» ولكن تم التخلي عن المشروع لاحقا. يعتقد العديد من صرب البوسنة والهرسك أنه لا ينبغي أن يكون هناك نصب تذكاري بينما يعتقد العديد من البوشناق أنه يجب تأجيل البناء حتى يتم العثور على جميع الضحايا وفقط إذا تم تخصيص اللغم بأكمله - المستخدم - لموقع النصب التذكاري.
بحلول الذكرى العشرين لاقتراحات إغلاق المعسكر لم تكن مقترحات إقامة نصب تذكاري لوجود المخيم قد أحرزت أي تقدم. قالت شركة أرسيلورميتال إنها مستعدة لتلبية مطالب السجناء السابقين لكن السلطات المحلية هي المسؤولة في النهاية عن منح الإذن. اعتبرت سلطات جمهورية صرب البوسنة أن السماح للناجين من المعسكر بالوصول بحرية إلى الموقع وبناء نصب تذكاري على النحو الذي اتفقت عليه شركة أرسيلورميتال في الأصل من شأنه أن يقوض المصالحة. صرح رئيس «برييدور 92» ميرساد دوراتوفيتش أن الحملة لإحياء الذكرى ستستمر.
في يوليو 2012 قبل بدء دورة الألعاب الأولمبية في لندن 2012 طالب الناجون من المعسكر ببرج أرسيلورميتال أوربيت وهو أطول مبنى في بريطانيا ويقع في الحديقة الأولمبية بجوار الاستاد الأولمبي باسم «نصب عمرسكا التذكاري في المنفى». يزعم الناجون أن المدار «متشابك بشكل مأساوي مع تاريخ جرائم الحرب في البوسنة والهرسك حيث تختلط عظام الضحايا بخام الحديد». نفت شركة أرسيلورميتال أن تكون مادة من عمرسكا قد استخدمت في البناء. قالت الشركة إن القضايا الحساسة المتعلقة بالمنجم لا يمكن أن تعالجها شركة أرسيلورميتال بمفردها. حث المشاركون في الحملة شركة أرسيلورميتال باعتبارها أكبر منتج للصلب في العالم على استخدام نفوذها الكبير لمعارضة السياسات المحلية للإنكار ولعب دور فعال في علاج المجتمعات المتصدعة التي جعلت نجاح الشركة ممكن. لاحظت سوزان شوبلي من مركز أبحاث الهندسة المعمارية في كلية جولدسميث في لندن أن إصرار شركة أرسيلورميتال على «عدم الانحياز إلى جانب» في منطقة يستمر فيها الاضطهاد والظلم لم يكن حيادي بل اتخاذ موقف سياسي بشكل افتراضي.